# 200 metros mariposa
200 metros Mariposa é a modalidade do estilo mariposa da natação.

## Recordes Mundiais masculinos

### Piscina Longa (50m)
| TEMPO   | NADADOR                | DATA                    |
| ------- | ---------------------- | ----------------------- |
| 2:19.0  | Michael Troy           | 11 de julho de 1959     |
| 2:16.4  | Michael Troy           | 11 de julho de 1959     |
| 2:15.0  | Michael Troy           | 10 de julho de 1960     |
| 2:13.4  | Michael Troy           | 23 de julho de 1960     |
| 2:13.2  | Michael Troy           | 4 de agosto de 1960     |
| 2:12.8  | Michael Troy           | 2 de setembro de 1960   |
| 2:12.6  | Carl Robie             | 19 de agosto de 1961    |
| 2:12.5  | Kevin Berry            | 20 de fevereiro de 1962 |
| 2:12.4  | Carl Robie             | 11 de agosto de 1962    |
| 2:10.8  | Carl Robie             | 11 de agosto de 1962    |
| 2:09.7  | Kevin Berry            | 23 de outubro de 1962   |
| 2:08.4  | Kevin Berry            | 12 de janeiro de 1963   |
| 2:08.2  | Carl Robie             | 18 de março de 1963     |
| 2:06.9  | Kevin Berry            | 29 de março de 1964     |
| 2:06.6  | Kevin Berry            | 18 de outubro de 1964   |
| 2:06.4  | Mark Spitz             | 26 de julho de 1967     |
| 2:06.0  | John Ferris            | 30 de agosto de 1967    |
| 2:05.7  | Mark Spitz             | 8 de outubro de 1967    |
| 2:05.4  | Mark Spitz             | 22 de agosto de 1970    |
| 2:05.0  | Gary Hall              | 22 de agosto de 1970    |
| 2:03.9  | Mark Spitz             | 27 de agosto de 1971    |
| 2:03.3  | Hans-Joachim Fassnacht | 31 de agosto de 1971    |
| 2:01.87 | Mark Spitz             | 2 de agosto de 1972     |
| 2:01.53 | Mark Spitz             | 2 de agosto de 1972     |
| 2:00.70 | Mark Spitz             | 28 de agosto de 1972    |
| 2:00.21 | Roger Pyttel           | 3 de junho de 1976      |
| 1:59.63 | Roger Pyttel           | 3 de junho de 1976      |
| 1:59.23 | Mike Bruner            | 18 de julho de 1976     |
| 1:58.21 | Craig Beardsley        | 30 de julho de 1980     |
| 1:58.01 | Craig Beardsley        | 22 de agosto de 1981    |
| 1:57.05 | Michael Gross          | 26 de agosto de 1983    |
| 1:57.04 | Jon Sieben             | 3 de agosto de 1984     |
| 1:57.01 | Michael Gross          | 29 de junho de 1985     |
| 1:56.65 | Michael Gross          | 10 de agosto de 1985    |
| 1:56.24 | Michael Gross          | 28 de junho de 1986     |
| 1:55.69 | Melvin Stewart         | 12 de janeiro de 1991   |
| 1:55.22 | Denis Pankratov        | 14 de junho de 1995     |
| 1:55.18 | Tom Malchow            | 17 de junho de 2000     |
| 1:54.92 | Michael Phelps         | 30 de março de 2001     |
| 1:54.58 | Michael Phelps         | 24 de julho de 2001     |
| 1:53.93 | Michael Phelps         | 22 de julho de 2003     |
| 1:53.80 | Michael Phelps         | 17 de agosto de 2006    |
| 1:53.71 | Michael Phelps         | 17 de fevereiro de 2007 |
| 1:52.09 | Michael Phelps         | 28 de março de 2007     |
| 1:52.03 | Michael Phelps         | 13 de agosto de 2008    |
| 1:51.51 | Michael Phelps         | 29 de julho de 2009     |
| 1:50.73 | Kristóf Milák          | 24 de julho de 2019     |

### Piscina Curta (25m)
| TEMPO   | NADADOR                | DATA                    |
| ------- | ---------------------- | ----------------------- |
| 1:54.67 | Franck Esposito        | 1 de fevereiro de 1992  |
| 1:54.58 | Danyon Loader          | 6 de fevereiro de 1993  |
| 1:54.50 | Danyon Loader          | 9 de fevereiro de 1993  |
| 1:54.21 | Danyon Loader          | 13 de fevereiro de 1993 |
| 1:53.05 | Franck Esposito        | 26 de março de 1994     |
| 1:52.64 | Denis Pankratov        | 2 de fevereiro de 1997  |
| 1:51.76 | James Hickman          | 28 de março de 1998     |
| 1:51.58 | Franck Esposito        | 14 de janeiro de 2001   |
| 1:51.21 | Thomas Rupprath        | 1 de dezembro de 2001   |
| 1:50.73 | Franck Esposito        | 8 de dezembro de 2002   |
| 1:50.60 | Nikolay Skvortsov      | 13 de dezembro de 2008  |
| 1:50.53 | Nikolay Skvortsov      | 15 de fevereiro de 2009 |
| 1:49.11 | Kaio Márcio de Almeida | 10 de novembro de 2009  |

## Recordes Mundiais femininos

### Piscina Longa (50m)
| TEMPO   | NADADORA           | DATA                   |
| ------- | ------------------ | ---------------------- |
| 2:40.5  | Nancy Ramey        | 29 de junho de 1958    |
| 2:38.9  | Tineke Lagerberg   | 13 de setembro de 1958 |
| 2:37.0  | Becky Collins      | 19 de julho de 1959    |
| 2:34.4  | Marianne Heemskerk | 12 de junho de 1960    |
| 2:32.8  | Becky Collins      | 13 de agosto de 1961   |
| 2:31.2  | Sharon Finneran    | 19 de agosto de 1962   |
| 2:30.7  | Sharon Finneran    | 25 de agosto de 1962   |
| 2:29.1  | Susan Pitt         | 27 de julho de 1963    |
| 2:28.1  | Sharon Stouder     | 12 de julho de 1964    |
| 2:26.4  | Sharon Stouder     | 2 de agosto de 1964    |
| 2:26.3  | Kenis Moore        | 15 de agosto de 1965   |
| 2:25.8  | Ada Kok            | 21 de agosto de 1965   |
| 2:25.3  | Ada Kok            | 12 de setembro de 1965 |
| 2:22.5  | Ada Kok            | 2 de agosto de 1967    |
| 2:21.0  | Ada Kok            | 25 de agosto de 1967   |
| 2:20.7  | Karen Moe          | 11 de julho de 1970    |
| 2:19.3  | Alice Jones        | 22 de agosto de 1970   |
| 2:18.6  | Karen Moe          | 7 de agosto de 1971    |
| 2:18.4  | Ellie Daniel       | 28 de agosto de 1971   |
| 2:16.62 | Karen Moe          | 6 de agosto de 1972    |
| 2:15.57 | Karen Moe          | 4 de setembro de 1972  |
| 2:15.45 | Rosemarie Kother   | 8 de setembro de 1973  |
| 2:13.76 | Rosemarie Kother   | 9 de setembro de 1973  |
| 2:13.60 | Rosemarie Gabriel  | 14 de março de 1976    |
| 2:12.84 | Rosemarie Gabriel  | 4 de junho de 1976     |
| 2:11.22 | Rosemarie Gabriel  | 5 de junho de 1976     |
| 2:11.20 | Andrea Pollack     | 9 de abril de 1978     |
| 2:09.87 | Andrea Pollack     | 4 de julho de 1978     |
| 2:09.77 | Mary T. Meagher    | 7 de julho de 1979     |
| 2:08.41 | Mary T. Meagher    | 16 de agosto de 1979   |
| 2:07.01 | Mary T. Meagher    | 16 de agosto de 1979   |
| 2:06.37 | Mary T. Meagher    | 30 de julho de 1980    |
| 2:05.96 | Mary T. Meagher    | 13 de agosto de 1981   |
| 2:05.81 | Susie O'Neill      | 17 de maio de 2000     |
| 2:05.78 | Otylia Jędrzejczak | 4 de agosto de 2002    |
| 2:05.61 | Otylia Jędrzejczak | 28 de julho de 2005    |
| 2:05.40 | Jessicah Schipper  | 17 de agosto de 2006   |
| 2:04.18 | Liu Zige           | 14 de agosto de 2008   |
| 2:04.14 | Mary Descenza      | 29 de julho de 2009    |
| 2:03.41 | Jessicah Schipper  | 30 de julho de 2009    |
| 2:01.81 | Liu Zige           | 21 de outubro de 2009  |

### Piscina Curta (25m)
| TEMPO   | NADADORA           | DATA                    |
| ------- | ------------------ | ----------------------- |
| 2:05.37 | Susie O'Neill      | 17 de fevereiro de 1999 |
| 2:04.43 | Susie O'Neill      | 2 de setembro de 1999   |
| 2:04.16 | Susie O'Neill      | 18 de janeiro de 2000   |
| 2:04.04 | Yang Yu            | 18 de janeiro de 2004   |
| 2:03.53 | Otylia Jędrzejczak | 13 de dezembro de 2007  |
| 2:03.12 | Yuko Nakanishi     | 23 de fevereiro de 2008 |
| 2:02.50 | Liu Zige           | 11 de novembro de 2009  |
| 2:00.78 | Liu Zige           | 15 de novembro de 2009  |